# Oxirinc
Oxirinc o Oxirrinc (grec antic: Οξύρυγχος o Οξύρρυγχος, Oxyrhynchos, ‘el peix de nas punxegut’; llatí: Oxyrhynchus) fou una ciutat de l'Egipte mitjà. El seu nom egipci fou Permedjed o Per-Medjed. Correspon a la moderna El-Bahnasa, 190 km al sud del Caire; la ciutat es trobava al costat occidental del canal de Josep (Bahr Yussef), un braç occidental del riu Nil. És un dels jaciments arqueològics egipcis més importants. Durant els segles xix i xx fou esporàdicament excavada i es van trobar milers de papirs dels períodes grec i romà. Des del 1992, la ciutat està essent excavada per un equip català.

## Història
Porta el nom d'un peix del riu Nil, important a la mitologia egípcia, l'oxirrinc. Fou capital del nomós XIX de l'Alt Egipte (Wab) però no fou una ciutat important fins al Període Saïta i després de la conquesta macedònica el 332 aC és quan es va convertir en una colònia grega amb el nom d'Oxyrhynchos i fou una capital regional i la tercera ciutat del país.
Va entrar en decadència amb els romans d'Orient, després de la invasió àrab.
En època cristiana i romana d'Orient va tenir una dotzena d'esglésies i molts convents. Es diu que al segle v tenia deu mil monjos i dotze mil monges (Historia Monachorum). Al temps de la conquesta àrab, el 641, el sistema de canals de què la ciutat depenia va deixar de ser operatiu; la ciutat es va revoltar el 645 o 646 i els rebels foren derrotats. Això unit a la manca dels canals va fer que finalment la ciutat fora quasi abandonada. Avui és un petit poble anomenat El-Bahnasa.
La moderna El-Bahnasa, fundada al segle ix, ocupa una part de l'antiga 
ciutat. Els canals foren coberts d'arena i abandonats durant mil anys.
Com a centre administratiu grec i romà es van emetre milers de documents; els arxius eren periòdicament netejats i els materials descartats eren posats en cistelles de vímet i s'abandonaven al desert; els ciutadans privats afegien els seus propis papers als papers oficials. Com que els papirs eren cars eren usats al màxim i molts estan escrits pels dos costats amb temes diferents. El conjunt dels papirs ofereix un escenari de la vida en aquells temps, en especial del segle iii que és l'època de la qual tenim més papirs.
La ciutat mateixa no ha estat mai excavada, ja que la ciutat egípcia actual està, possiblement, al damunt. Se suposa que la ciutat tenia molts edificis públics incloent un teatre per 11000 espectadors, un hipòdrom, banys, gimnàs, quarters militars, i dos ports al Bahr Yussef. Els temples referenciats són els de Serapis, Zeus-Amon, Hera-Isis, Atargatis-Bethnnis i Osiris, a més dels temples exclusivament grecs de Demèter, Dionís, Hermes, i Apol·lo i els exclusivament romans de Júpiter Capitolí i Mart.
Al segle iv era seu d'un bisbat. Encara avui en dia viuen a la regió un nombre relativament elevat de coptes que tenen diverses esglésies.
Flinders Petrie va ser a Oxirinc el 1922. Va trobar rastres de columnes i el teatre, però avui dia no es pot veure cap d'aquestes columnes, i alguns elements s'han usat segurament per construir edificis moderns.

## Papirs d'Oxirinc

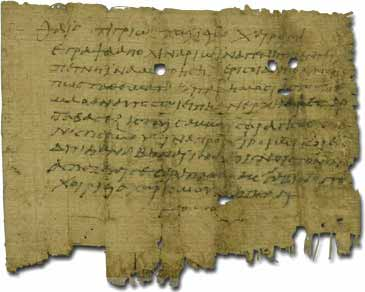
Papir VI 932

Fou excavada per primer cop el 1896 per Bernard Grenfell i Arthur Hunt, del Col·legi de la Reina d'Oxford; van descobrir milers de papirs (es calcula que el 70% de tots els papirs amb texts literaris van ser descoberts a la ciutat pels dos arqueòlegs). El seu llarg i metòdic treball de cerca, classificació i traducció va ser publicat en un primer volum el 1898. Grenfell va morir el 1920 i Hunt el 1934. Un equip italià va seguir els treballs i va treure a la llum nous papirs. Entre les obres que es van trobar hi havia poemes de Píndar, de Safo, de Alceu, d'Alcman, Ibic, Corinna, Eurípides, Menandre d'Atenes (l'autor que apareix més vegades), Sòfocles, Euclides, Sàtir (una vida d'Eurípides), un epítom dels llibres perduts de Titus Livi, i una obra titulada Hellenica Oxyrhynchia, una obra històrica anònima (que podria ser el treball d'Èfor de Cumes o Cratip, però avui està desestimada aquesta teoria), entre altres texts menys destacats. També es van trobar texts cristians en versions més antigues que les conegudes avui dia. Després de la mort d'Hunt el treball no es va aturar i va seguir sota la supervisió del professor i papiròleg Peter Parsons d'Oxford. Fins ara s'han publicat 74 volums que són essencials per a l'estudi d'Egipte entre el segle iv aC i el segle vii. S'estan preparant a més a més 40 volums nous i probablement en seguiran més.
Des 1966 la publicació dels papirs fou aprovada com a objectiu principal de l'Acadèmia Britànica, que la va finançar fins al 1999, data en què el finançament va passar a l'Arts and Humanities Research Board.
En total hi ha uns cent mil papirs. Tots ells són a la biblioteca Sackler d'Oxford, classificats i fotografiats; uns 2000 estan al darrere de vidres i la resta en 800 caixes. S'intenta continuar amb la publicació. El 2003 van ser traduïts, editats i publicats 4.700 papirs i cada any se'n publica un nou volum. El 2010 se n'havia publicat fins al volum 74.
Amb la participació de la Universitat Brigham Young de Utah s'ha fet servir el sistema Multi-Spectral Imaging technology que ha aconseguit desxifrar dotzenes de texts que abans no es podien llegir; però el treball no ha fet més que començar.
L'any 2012 ja s'havia publicat fins al volum 77. Ja hi ha més de 5500 papirs publicats. El volum 76 i el 77 corresponen tots dos a la publicació de l'any 2011.
La col·lecció quasi sencera es pot consultar, previ permís, a la Biblioteca de la Societat Catalana d'Egiptologia, al carrer Aragó de Barcelona.

## La Missió Arqueològica catalana a Oxirinc
L'any 1992, amb motiu de la troballa d'una important necròpolis que va del període saïta a l'època cristiana (664 aC - 641 dC) es va iniciar una actuació conjunta de la Universitat de Barcelona i el Servei d'Antiguitats d'Egipte amb l'objectiu d'endegar un programa de recerca: La Missió Arqueològica d'Oxirinc. El 2004 es va signar el primer contracte programa per potenciar la Missió entre la Universitat de Barcelona, la Universitat Rovira i Virgili de Tarragona i l'Institut Català d'Arqueologia Clàssica, tot i que els actuals impulsors de la missió són la Universitat de Barcelona, la Societat Catalana d'Egiptologia i la Universitat de Montpeller. La direcció dels treballs i del jaciment estan sota la responsabilitat del Dr. Josep Padró i Parcerisa, Catedràtic d'Egiptologia de la Universitat de Barcelona i president de la Societat Catalana d'Egiptologia amb seu a Barcelona. També des del primer moment de la creació de la Missió d'Oxirinc, és a dir, des del 1992, la Societat Catalana d'Egiptologia ha col·laborat monetàriament i amb ajuda logística, en tot el procés d'excavació, publicació i publicitat dels treballs realitzats a Oxirinc. La SCE (Societat Catalana d'Egiptologia) és una entitat fundada amb l'objectiu de fomentar les excavacions en el jaciment oxirrinquita).
L'objectiu de la Missió és donar continuïtat als estudis historicoarqueològics d'expedicions anteriors i alhora promoure la recerca a Oxirinc, conservar-ne les estructures descobertes i potenciar la museïtzació del jaciment. A més de la publicació de diversos articles en revistes especialitzades, les excavacions realitzades per la Missió han donat com a fruit una mostra, presentada al Museu Egipci del Caire i al Museu Grecoromà d'Alexandria, de les pintures de l'antiguitat tardana de la necròpolis alta i de diferents objectes pertanyents a un Osireion situat a 1,5 km al nord-oest del recinte urbà; així com diverses publicacions de l'Institut Català d'Arqueologia Clàssica.

### Epigrafia Grega
Els últims estudis sobre l'epigrafia grega duts a terme i publicats per la Dra. Concepció Piedrafita, hel·lenista, membre de la Missió d'Oxirinc, han resultat il·lustratius per a conèixer la vida dels cristians de l'època paleocristiana i romana d'Orient. La ciutat era coneguda pels milers de papirs que d'ella han sortit i que estan escampats per tot el món. Però els treballs d'excavació del jaciment (començats per la Missió Mixta hispano-egípcia des del 1992 i dirigida pel Dr. Josep Padró, de la Universitat de Barcelona) han fet sortir a la llum una sèrie d'inscripcions jeroglífiques, demòtiques, hieràtiques, gregues, coptes i una fins i tot cúfica (àrab). Respecte a les gregues hem de dir que el repertori s'ha ampliat d'una forma considerable; teníem una o dues, amb seguretat, i hem passat en aquests moments a unes 23/25 de les quals hem publicat ja 15. Tenim preponderància d'epitafis cristians i lloances a Déu. En aquest moment estan en estudi totes les no publicades fins ara. El Corpus actual, que augmenta ràpidament està col·locant Oxirinc, pel que respecta a l'epigrafia grega, al nivell que calia esperar d'una població tan rica en papirs escrits en grec. En aquests moments, després del treball a Oxirinc a la campanya última (octubre -desembre de 2010), també podem dir que tenim una inscripció llatina, trencada i no sencera, però d'una gran qualitat, en pedra, commemorativa, que podem situar al segle ii.